# Tage Flisberg
Tage Flisberg (12. října 1917 – 3. května 1989) byl švédský stolní tenista. Působil jako reklamní tvář společnosti Stiga.

## Kariéra
Flisberg získal celkem dvě medaile na mistrovství světa. Poprvé v roce 1949 ve Stockholmu, kde spolu s jeho herním partnerem, Richardem Bergmannem, získal bronz ve čtyřhře. O pět let později, v roce 1954 v Londýně, obdržel stříbro v dvouhře.
Stal se také sedminásobným vítězem severského mistrovství ve stolním tenis. 